# Ed Thigpen
Ed Thigpen (28. prosince 1930 Chicago, Illinois, USA – 13. ledna 2010 Kodaň, Dánsko) byl americký jazzový bubeník. Jeho otec Ben Thigpen byl rovněž bubeník. Svou profesionální kariéru zahájil v roce 1951 v orchestru Cootie Williamse. V letech 1956–1959 doprrovázel klavíristu Billyho Taylora a následně strávil šest let u Oscara Petersona. V letech 1967–1972 byl členem koncertní skupiny zpěvačky Elly Fitzgeraldové.
Spolupracoval rovněž s dalšími hudebníky, mezi které patřili Gene Ammons, Kenny Burrell, Kenny Drew nebo Art Farmer. První album pod svým jménem nazvané Out of the Storm vydal v roce 1966 u vydavatelství Verve Records a později vydal několik dalších alb pro jiná vydavatelství.
Od sedmdesátých let žil v Dánsku, kde v roce 2010 zemřel.